# Kasimir Kantak
Kasimir Kantak (* 22. März 1824 in Posen; † 28. Dezember 1886 in Posen) trat als preußischer Politiker für die polnische Unabhängigkeit ein.
Kantak wurde bereits 1845 wegen konspirativer Tätigkeit zu einer Gefängnisstrafe verurteilt, aber 1847 freigesprochen. Während der Revolution von 1848 war er Mitglied der polnischen akademischen Legion und beteiligt am polnischen Aufstand. Dafür wurde Kantak zu Festungshaft verurteilt.
Nach seiner Freilassung kaufte er das Rittergut Dobieszewko. Er war Mitglied verschiedener wissenschaftlicher Gesellschaften. Außerdem war er Vorsitzender verschiedener Genossenschaften und seit 1861 Sekretär des Zentralen Verbandes der polnischen Gutsbesitzer.
Von 1862 bis 1886 war Kantak Mitglied des preußischen Abgeordnetenhauses. Er gehörte der polnischen Fraktion an. Zwischen 1867 und 1871 war er auch Mitglied des norddeutschen Reichstags für den Wahlkreis Bromberg 4.
Er kritisierte unter anderem das Vorgehen der Regierung gegen den polnischen Aufstand von 1863 und forderte die Anerkennung der polnischen Nationalrechte. Die Annexion von Schleswig-Holstein lehnte er ab. Gegen die Integration der ehemals zu Polen gehörenden Gebiete in den deutschen Nationalstaat ab 1867 hat Kantak vergeblich protestiert. Persönlich eher liberal eingestellt, plädierte er zur Erreichung seiner politischen Ziele für ein Bündnis der Polen mit der Zentrumspartei. Im Jahr 1883 traten Kantak und andere polnische Abgeordnete vergeblich mit einer Interpellation an die preußische Regierung heran, in Posen wieder die polnische Sprache im Schulunterricht zuzulassen.